# Trnjana
Trnjana (en serbe cyrillique : Трњана) est un village de Serbie situé dans la municipalité de Pirot, district de Pirot. Au recensement de 2011, il comptait 143 habitants.

## Démographie
| 1948 | 1953 | 1961 | 1971 | 1981 | 1991 | 2002 | 2011 |
| ---- | ---- | ---- | ---- | ---- | ---- | ---- | ---- |
| 462  | 457  | 388  | 350  | 268  | 215  | 157  | 143  |

|  |